# Лиз Тейлър (порнографска актриса)
 Тази статия е за порнографската актриса.  За известната англо-американска актриса вижте Лиз Тейлър.  
Лиз Тейлър (на английски: Lizz Tayler) е американска порнографска актриса, родена на 9 юни 1990 г. в град Финикс, щата Аризона, САЩ.

## Награди и номинации
Номинации за индивидуални награди
- 2011: Номинация за XBIZ награда за нова звезда на годината.[3][4]
- 2011: Номинация за XRCO награда за нова звезда.[5]
- 2012: Номинация за AVN награда за най-добра нова звезда.[6]